# Willi Kemp

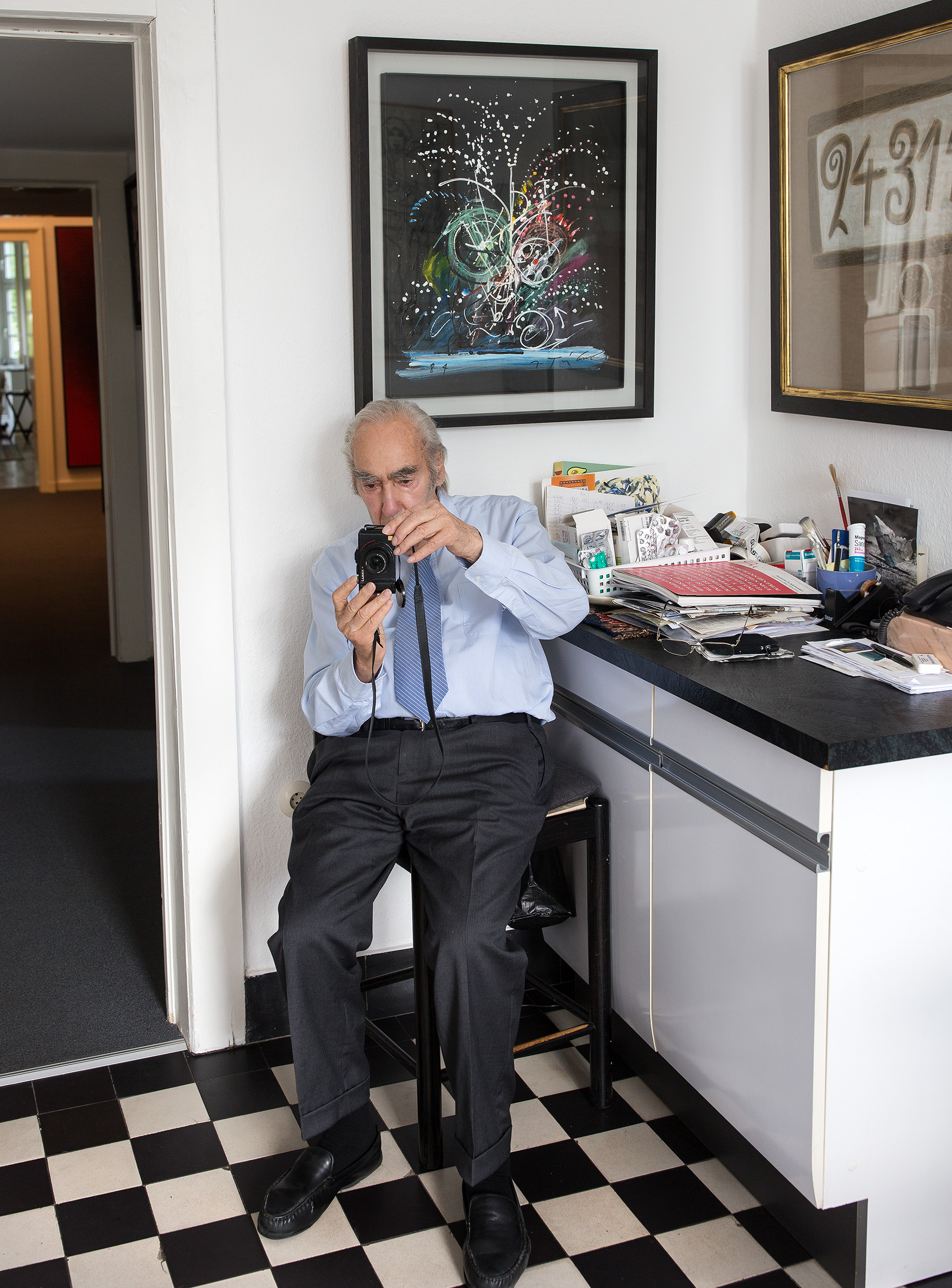
Willi Kemp fotografiert von Oliver Mark, Düsseldorf 2019

Willi Kemp (* 2. April 1927 in Köln; † 5. Dezember 2020 in Düsseldorf) war ein in Düsseldorf ansässiger deutscher Steuerberater und Kunstsammler.

## Leben
Kemp und seine Frau Ingrid (1937–1986) sammelten seit den 1960er Jahren zeitgenössische Kunst mit den Schwerpunkten Informel und ZERO, die im Laufe der Jahrzehnte zur Sammlung Ingrid und Willi Kemp auf rund 1200 Objekten anwuchs. Kemp vermachte sie 2011 dem Düsseldorfer Museum Kunstpalast.
Von 1949 bis 1952 studierte Kemp Betriebswirtschaftslehre und Steuerrecht an der Universität zu Köln. Danach war er freiberuflich als Helfer in Steuersachen tätig, ab 1967 als Steuerberater. 1958/59 studierte er zwei Semester Kunst an der Düsseldorfer Kunstakademie. Mit seiner beruflichen Expertise als Steuerberater hat er viele Künstler in ihren Steuerangelegenheiten unterstützt. Aus dieser Tätigkeit und seinem intrinsischen Kunstinteresse gingen viele Freundschaften mit Künstlern hervor, z. B. mit Carl Buchheister, Karl Otto Götz, Winfred Gaul, Bernard Schultze, Gerhard Hoehme und Gotthard Graubner. Daraus ergab sich auch die Möglichkeit, durch direkten Austausch der Leistungen des Steuerberaters gegen Werke der Künstler eine Sammlung aufzubauen.
Zusammen mit der Witwe Elisabeth Buchheister erstellte er das zweibändige Werkverzeichnis von Carl Buchheister. Seine Begegnungen mit Künstlern hielt er in zahlreichen Fotografien fest, die er ebenfalls dem Museum Kunstpalast schenkte, und in Briefen und Erinnerungen in einem umfangreichen zweibändigen Werk dokumentiert.
Kemps Interesse an der zeitgenössischen Kunst veranlasste ihn früh, Werke häufig direkt von Künstlern zu erwerben, als deren Arbeiten noch nicht hochpreisig gehandelt wurden. Seine Sammlung geht daher weit über den ursprünglichen, befreundeten Künstler-Kreis hinaus und umfasst Werke einer Vielzahl von deutschen und internationalen Künstlern, unter ihnen Joseph Beuys, Peter Brüning, Bruno Goller, Rupprecht Geiger, die Zero-Künstler Heinz Mack, Otto Piene und Günther Uecker sowie aus der internationalen Szene Lucio Fontana, Arnulf Rainer, Antoni Tàpies, Jean Tinguely, Ellsworth Kelly, Cy Twombly, und Michael Growe.
Aus der Sammlung wurde 2001 in der Kunsthalle Düsseldorf eine repräsentative Auswahl gezeigt. Zusammen mit dem Essener Steuerberater Lothar Pues hat er unter dem Motto Kunst im Wohnraum in Essen von 1999 bis 2005 Arbeiten aus der Sammlung Kemp gezeigt, hier sind die Ausstellungen mit Arbeiten von Otto Piene, Carl Buchheister, Karl Otto Goetz, Hermann-Josef Kuhna entstanden. Das Projekt wurde zunächst in Neuss unter dem Motto Kunst auf Selikum weitergeführt und wurde später von Henning Ritter als Salon Kufsteiner Straße in Berlin fortgesetzt. Weitere Ausstellungen ausgewählter Werke fanden 2006 im Museum Ratingen und anderen in- und ausländischen  Ausstellungstätten, sowie seit 2011, nach seiner Schenkung, im Düsseldorfer Museum Kunstpalast mit wechselnden Schwerpunkten statt. Unter dem Titel Highlights. Druckgraphiken aus der Sammlung Kemp präsentierte die Hauptverwaltung der Deutschen Bundesbank in Nordrhein-Westfalen an ihrem Düsseldorfer Standort (vom 30. April bis 4. Juni 2014) eine Auswahl hochwertiger Druckgraphiken (u. a. von Max Ernst, Wassily Kandinsky, Emil Schumacher, Karl Otto Götz, Yves Klein, Sigmar Polke).
Kemp starb im Dezember 2020 im Alter von 93 Jahren.

## Auszeichnung
- 2015: Jan-Wellem-Ring der Landeshauptstadt Düsseldorf